# Ryan Paris (musikalbum)
Ryan Paris är den italienska sångaren Ryan Paris debutalbum, utgivet 1984 via skivbolaget RCA Italiana.

## Låtlista
| 1.           | "Paris On My Mind" | Dorine Hollier                     | 5:36  |
| 2.           | "Harry's Bar"      | Dorine Hollier                     | 5:16  |
| 3.           | "Bluette"          | Paul Mazzolini, Pierluigi Giombini | 4:22  |
| 4.           | "Marianne"         | Dorine Hollier                     | 2:56  |
| Total längd: | Total längd:       | Total längd:                       | 18:10 |

| 1.           | "Italian Style"        | Dorine Hollier                                 | 6:10  |
| 2.           | "Sweet Night"          | A. Palombo, Douglas Meakin, Pierluigi Giombini | 3:33  |
| 3.           | "We Have It Beautiful" | Dorine Hollier                                 | 4:00  |
| 4.           | "Dolce Vita"           | Paul Mazzolini, Pierluigi Giombini             | 3:48  |
| Total längd: | Total längd:           | Total längd:                                   | 17:31 |